# Ictinia plumbea
El elanio plomizo (Ictinia plumbea), también conocido como milano plomizo, sovi, milano azulado, aguililla plomiza o gavilán azulado grande, es una especie de ave accipitriforme de la familia Accipitridae. No se conocen subespecies.

## Distribución
El elanio plomizo ocupa un área de distribución que abarca desde México oriental, a través de Centroamérica, hasta Perú, Bolivia y Argentina. También cría en Trinidad. Las poblaciones del norte y sur del área de distribución, incluyendo las de Centroamérica, Trinidad, norte de Venezuela y Colombia, y sur de Argentina y Brasil, son migratorias, y pasan el invierno en la región tropical de América del Sur. 

## Características
El elanio plomizo mide de 33 a 38 cm de longitud y pesa entre 190 y 280 g. Tiene las alas largas y afiladas. Los adultos son de color gris pizarra, con la cabeza y el vientre más pálidos. La cola, corta, es negra, con dos o tres franjas blancas. El ojo es rojo y las patas amarillo oro o anaranjadas. En vuelo, este milano muestra el parche primario del ala rojizo. Ambos sexos son similares, pero los inmaduros tienen el dorso gris con franjas blancas y el vientre blanquecino rayado de color oscuro. Les falta el parche rojizo en el ala, y tienen el borde de la cola blancuzco. Su canto es un silbido característica: si-sii-oo.

## Historia natural
Es un ave de bosque de tierras bajas y sabana. Su vuelo es lento, con frecuentes planeos, y se alimentan casi exclusivamente de insectos que atrapa en el aire. A menudo se le observa posado en ramas de árboles muertos; se le puede identificar por sus largas alas, que se proyectan más allá de la cola. No es especialmente gregario, aunque a menudo forma bandadas durante la migración. 
Los milanos plomizos construyen el nido con ramitas en los árboles, y ponen de uno a dos huevos blanco-azulados. 